# Municipio de Concord (condado de Iroquois)
El municipio de Concord (en inglés: Concord Township) es un municipio ubicado en el condado de Iroquois en el estado estadounidense de Illinois. En el año 2010 tenía una población de 466 habitantes y una densidad poblacional de 4,45 personas por km².

## Geografía
El municipio de Concord se encuentra ubicado en las coordenadas 40°49′24″N 87°35′20″O / 40.82333, -87.58889. Según la Oficina del Censo de los Estados Unidos, el municipio tiene una superficie total de 104.61 km², de la cual 104,61 km² corresponden a tierra firme y (0,01 %) 0,01 km² es agua.

## Demografía
Según el censo de 2010, había 466 personas residiendo en el municipio de Concord. La densidad de población era de 4,45 hab./km². De los 466 habitantes, el municipio de Concord estaba compuesto por el 97 % blancos, el 0,43 % eran afroamericanos, el 0,43 % eran asiáticos, el 0,64 % eran de otras razas y el 1,5 % eran de una mezcla de razas. Del total de la población el 0,86 % eran hispanos o latinos de cualquier raza.